# Volen Siderov
Volen Siderov (în bulgară Волен Николов Сидеров, n. 16 aprilie 1956, Iambol) este un controversat politician bulgar și lider al partidului extremist ATAKA. Partidul pledează pentru retragerea Bulgariei din NATO și pentru apărarea ortodoxiei , și indică pericolul colonizării lumii ortodoxe de către globalism. Acesta susține de asemenea, anexarea unor părți din Macedonia și Serbia corespunzătoare Bulgariei Mari. Este cunoscut de asemenea pentru atitudinea sa acerbă față de comunitatea LGBT din Bulgaria și minoritățile din Bulgaria, în special pentru turci, rromi și vlahi.